# 31A busz (Győr)
A győri 31A jelzésű autóbusz a Révai Miklós utca és Győrszentiván, Homoksor, Napos út között közlekedik. A járatot a Volánbusz üzemelteti.

## Története
Győrszentiván új törzsvonalhálózata 2009. február 2-től valósult meg. Újdonság ugyanakkor, hogy a 31Y jelzésű járatok az Ipari Parkot, a Rába és az AUDI gyárat is érintik. Győrszentiván közlekedésének gerincét a 30-as és 31-es „körjáratok” alkotják, amelyek mind a Kálmán Imre utat, mind a Homoksort érintik, de különböző sorrendben (a 30-as előbb a Kálmán Imre utat, a 31-es előbb a Homoksort). Ezeket 30A és 31A jelzésű betétjáratok egészítik ki (). A módosításnak köszönhetően egyenletesebbé – és a legtöbb időszakban sűrűbbé – vált a közlekedés Győrszentiván valamennyi területén, a homoksori városrészt csúcsidőn kívül közel kétszer annyi járat érinti, mint 2009 februárja előtt. A megoldás kisebb hátránya, hogy az utasok egy része bizonyos esetekben kb. 7-10 perces kerülő megtételére kényszerül, azonban a várakozási időt is figyelembe véve, összességében csökkent az átlagos eljutási idő.

## Közlekedése
Csak munkanapokon, a reggeli csúcsidőben közlekedik a 30-as, 30A, 30B, 30Y és 31-es járatokkal hangoltan.

## Útvonala
| Győrszentiván, Homoksor, Napos út felé | Révai Miklós utca felé |
| --- | --- |
| Révai Miklós utca – Révai Miklós utca – Városház tér – Szent István út – Fehérvári út – Vágóhíd utca – Kandó Kálmán utca – Reptéri út – Hűtőház utca – Váci Mihály utca – Déryné út – Törökverő út – Homoksori út – Győrszentiván, Homoksor, Napos út | Győrszentiván, Homoksor, Napos út út – Homoksori út – Törökverő út – Déryné út – Váci Mihály utca – Hűtőház utca – Reptéri út – Kandó Kálmán utca – Vágóhíd utca – Fehérvári út – Szent István út – Gárdonyi Géza utca – Révai Miklós utca – Révai Miklós utca |

## Megállóhelyei
Az átszállási kapcsolatok között a 30-as, 30A, 30B, 30Y és 31-es buszok nincsenek feltüntetve.
| 0  | Révai Miklós utca végállomás                                  | 24 | 1, 1A, 2, 5, 5B, 5R, 6, 7, 8, 8B, 9, 9A, 11, 12, 12A, 14, 14B, 15, 15A, 17, 17B, 19, 19A, 21, 21B, 22, 22A, 22B, 22Y, 29, 37, 38, 38A, 42, CITY Távolsági járatok S10 G10 , IC, InterRégió, EC, EN, ER, gyorsvonat, expresszvonat, | Győr Helyi autóbusz-állomás, Bisinger József park, Posta, Városháza, Honvéd liget, Révai Miklós Gimnázium, Földhivatal, Megyeháza, Győri Törvényszék, Büntetés-végrehajtási Intézet, Richter János Hangverseny- és Konferenciaterem, Vízügyi Igazgatóság, Zenés szökőkút, Bisinger József park, Kormányablak |
| 1  | Városháza                                                     | ∫  | 1, 1A, 2, 5, 5B, 5R, 6, 7, 8, 8B, 9, 9A, 11, 12, 12A, 14, 14B, 15, 15A, 17, 17B, 19, 19A, 21, 21B, 22, 22A, 22B, 22Y, 29, 37, 38, 38A, 42, CITY Távolsági járatok S10 G10 , IC, InterRégió, EC, EN, ER, gyorsvonat, expresszvonat, | Győr Helyi autóbusz-állomás, Bisinger József park, Posta, Városháza, Honvéd liget, Révai Miklós Gimnázium, Földhivatal, Megyeháza, Győri Törvényszék, Büntetés-végrehajtási Intézet, Richter János Hangverseny- és Konferenciaterem, Vízügyi Igazgatóság, Zenés szökőkút, Bisinger József park, Kormányablak |
| 3  | Szent István út, Iparkamara (↓) Gárdonyi Géza utca (↑)        | 23 | 6, 7, 8, 8B, 10, 11, 11Y, 12, 12A, 14, 14B, 15, 15A, 42, CITY | Győr-Moson-Sopron Vármegyei Kereskedelmi és Iparkamara, GYSZSZC Deák Ferenc Közgazdasági Szakgimnáziuma, Révai Parkolóház, Bisinger József park |
| 5  | Fehérvári út, Árkád üzletház (↓) Budai út, Árkád üzletház (↑) | 21 | 2B, 6, 7, 8, 8B, 10, 12, 12A, 14, 14B, 17, 17B, CITY | ÁRKÁD |
| 6  | Fehérvári út, Vágóhíd utca                                    | 19 | 7, 8, 8B, 12, 12A, 17, 17B | INTERSPAR Center, OBI, LIDL, Gyárvárosi Általános Iskola |
| 7  | Vágóhíd utca                                                  | 18 | 8, 8B, 12, 12A | Gyárvárosi Általános Iskola, OBI, INTERSPAR Center, ALDI |
| 8  | Kandó utca, IGM Kft.                                          | 17 | 12, 12A | |
| 9  | Gyárváros, vasúti megállóhely                                 | 15 | 12, 12A | Győr-Gyárváros E.ON Zrt., Credobus Autóbuszgyár |
| 10 | ÁTI-raktár                                                    | 14 | 12, 12A, 20, 20Y, 23, 24 | |
| 11 | Reptéri út, Hűtőház utca                                      | 13 | 12, 12A, 20, 20Y, 23, 24 | Kenyérgyár |
| 13 | Hecsepuszta                                                   | 12 | 15, 15A, 23 | |
| 14 | Chio sütőüzem                                                 | 10 | 23 | Intersnack Magyarország Kft. |
| 16 | Dózsa major                                                   | 8  | 23 | |
| 17 | Hérics utca (Korábban: Váci Mihály utca 132.)                 | 7  | 23 | |
| 18 | Váci Mihály utca 92.                                          | 6  | 23 | |
| 19 | Váci Mihály iskola                                            | 5  | 23 | Váci Mihály Általános Iskola, Keresztelő Szent János templom |
| 20 | Déryné út, mozi                                               | 3  | | Duna Filmszínház |
| 21 | Törökverő út                                                  | 2  | | |
| 22 | Jogar utca                                                    | 1  | | |
| 24 | Győrszentiván, Homoksor, Napos út                             | 0  | | |

## 30-31-es buszcsalád

### 30
A 30-as jelzésű busz, a 30A járat útvonalán közlekedik, de a Révai Miklós utca felé Győrszentiván, Homoksorhoz is betér.

### 30A
A 30A jelzésű busz, csak Kálmán Imre útig közlekedik, nem érintve a Győrszentiván Homoksor, Napos út megállóhelyet.

### 30B
A 30B jelzésű busz, a 30A útvonalán közlekedik, de Hecsepuszta után betér, az Ipari Park, felüljáró megállóhoz. Ezt követően a 30A útvonalán közlekedik tovább.

### 30Y
Az autóbusz a Szent István úton, az Iparkamarai megálló után, egyenesen folytatja útját az 1-es főúton. Átmegy a felüljárón a MÁV teherpályaudvara felett és a Mártírok úti megállóban áll meg a 401. számú szakmunkásképző intézetnél. A következő megálló az Íves utca, majd az AUDI gyár főbejáratánál áll meg. A következő megálló szintén az AUDI gyár 3-as portája (a  Kardán utcánál).
Innen érintve a Rába gyár személyportáját, a volt TUNGSRAM gyár előtt áll meg. Az Oxigéngyári úton a környező üzemek dolgozóit letéve, rákanyarodik a sima 30-as autóbusz útvonalára. Hecsepusztát elhagyva az Ipari park felüljáróján keresztezi a Budapest-Hegyeshalom vasútvonalat, majd betér az Ipari parkba. Itt leteszi illetve felveszi az Ipari parkban dolgozókat. Az Almafa utca után, folytatja útját az AUDI LOC1, és LOC2-es raktára felé. Ezek után, a többi járattal ellentétben, a volt termelőszövetkezet érintésével, illetve az 1-es vasútvonal vasúti átjáróján át ér be Győrszentivánra. A városrészbe beérve a központon végighaladva érinti a településrész családi házas övezeteit. A járat az útvonalat 43-44 perc alatt járja be. A napi indítások száma mindkét végállomásról: 2-2. A viszonylat tulajdonképpen a műszakváltások idején a rásegítő járat szerepét tölti be.

### 31
A 31-es jelzésű busz, a 30-as járat útvonalán közlekedik, de Győrszentiván felé a Kálmán Imre út előtt betér a Homoksor, Napos út megállóhoz.